# جبل إمزى

جبل إمزي

جبل إمزي (بالامازيغية:ⴰⴷⵔⴰⵔ ⵉⵎⵣⵉ وينطق أيضا ; بالعربية: أدرار نيمزي) هو جبل من جبال الأطلس الصغير الغربي ويبلغ علوه 1 530 متر فوق سطح البحر. ويقع على بعد 72 كم شمال شرق مدينة تزنيت في جماعة آيت أحمد التابع لإقليم تزنيت ضمن جهة سوس ماسة بجنوب المغرب. الجبل يقع وسط محمية المحيط الحيوي من شجرة الأركان.

## التسمية

قرية أكادير أوكجڭال بجبل إمزي

كلمة «إمزي» هي كلمة أمازيغية معناها: طحن، أي دكه وطحنه أي«إمزيت» بالامازيغية. وربما يعود ذلك إلى كون الجبل ذو شكل مضغوط وليس له قمة فهو يشبه حائطا عاليا جدا.

## الجغرافيا

### الجيولوجيا

منحدرات جبل إمزي

على المستوى الجيولوجي فإن جبل جبل إمزي يتكون من الكوارتز التي يعود تاريخها إلى عصر ما قبل الكمبري. وعلى الريوليتز rhyolites , التي يعود تاريخها أيضا إلى عصر ما قبل الكمبري كما لوحظ من طرف العالم الفرنسي فابريس كوزان (الذي زار المنطقة في مارس 1996 في إطار سفرية استكشافية للمنطقة). في بعض الأماكن. هذا الطابع الجيولوجي ينتمي إلى سلسلة عصر ما قبل الكمبري لمنطقة أنزي، والتي تتكون من الصخر والحجر الرملي. من وجهة نظرالتربة، هناك نوع من التربة البنية والحمراء fersialitique على المنحدرات.

### المناخ
مناخ الجبل والمنطقة غير مدروس بدقة لنقص المعطيات لكن بالمقارنة مع المناطق المجاورة فإن متوسطات هطول الأمطارالسنوية بتزنيت و تافراوت أقل من 200 مم .وأما بأنزي وتنالت، فهي على التوالي، 234 و 351 مم.

### الغطاء النباتي

جدوع واوراق شجرة أجڭال التنينية

شجرة أجڭال على إحدى حافات جبل إمزي

يعتبر جبل جبل إمزي أحد المواطن القليلة لشجرة أجكال التنينية من نوع دراسينا التنين والتي تم اكتشافها بالصدفة من طرف العالم الفرنسي فرانسوا كوزان خلال سفره للمنطقة في 1996. هذا الاكتشاف الحديث أثار غبطة النباتيين ورجالات العلم الذين توافدوا على موطن هده الشجرة ليزيحوا الستار عن سر وجود هده الشجرة بالمنطقة. وكلمة «أجڭال» تعني باللغة الأمازيغية الشيء المعلق أو الصعب الوصول إليه.

## معرض الصور

قرية أكادير أوكجڭال بجبل إمزي.
رادار بقمة جبل إمزي.
شجرة أجڭال معمرة بقرية أكادير أنكجڭال بقمة جبل إمزي.
الخريطة موقع شجرة أجڭال بجبل إمزي.

## وصلات خارجية
- الوثائقي امودو: البحث عن شجرة اجكال التنينية